# Rockland St Mary
Rockland St Mary est une paroisse civile et un village du Norfolk, en Angleterre.